# Federazione pallavolistica del Mali
La Federazione maliana di pallavolo (fra. Fédération malienne de volley-ball, FMVB) è un'organizzazione fondata per governare la pratica della pallavolo in Mali.
Organizza il campionato maschile e femminile, e pone sotto la propria egida la nazionale maschile e femminile.
Ha aderito alla FIVB nel 1964.